# Sperrstrauch
Der Sperrstrauch (Cleyera japonica) ist eine Pflanzenart in der Familie der Pentaphylacaceae. Ursprünglich kommt er im südöstlichen China, auf Taiwan, im südlichen Japan, im nördlichen Indien, in Nepal und Myanmar vor.

## Beschreibung

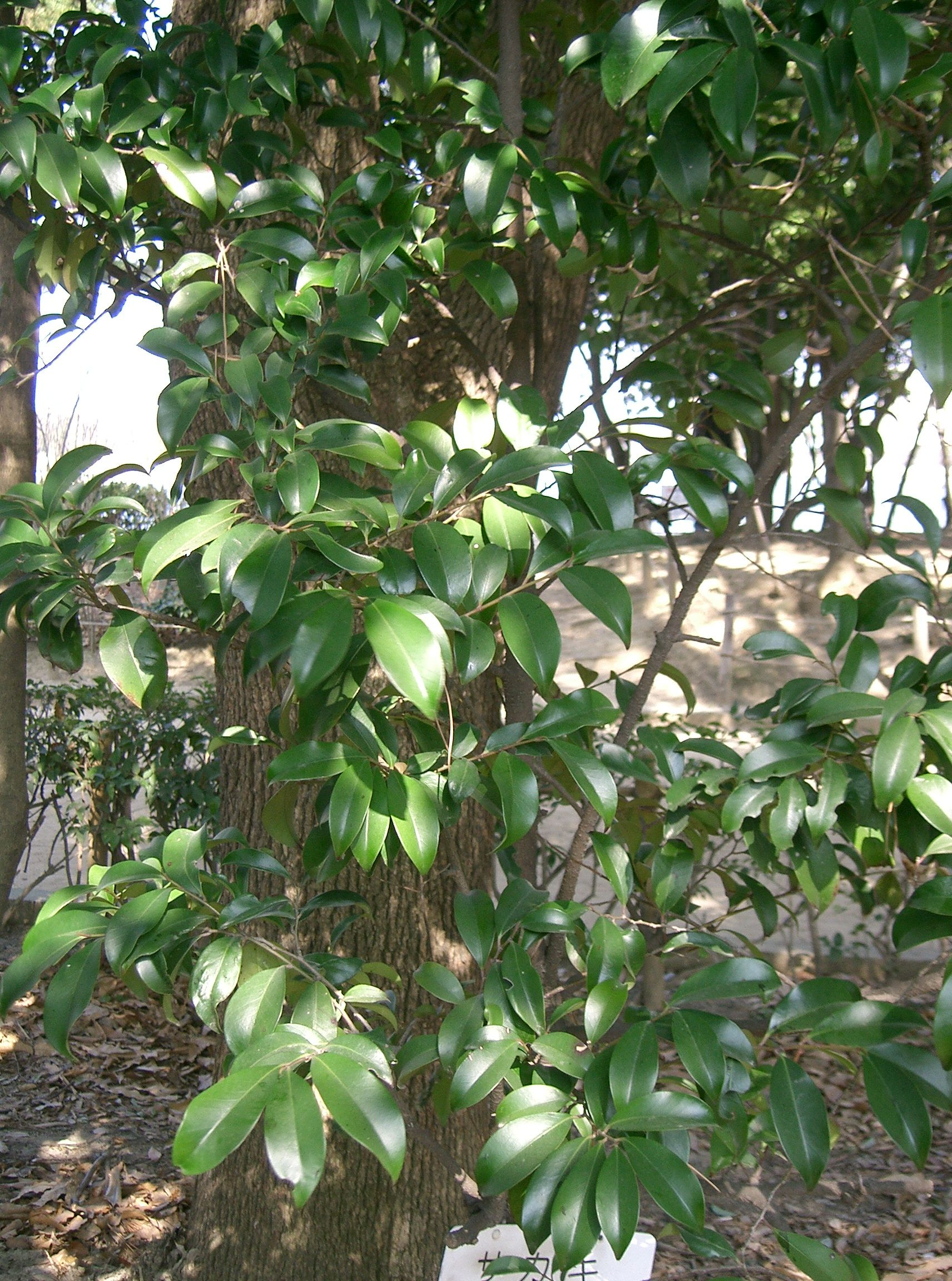
Laubblätter und Borke

### Vegetative Merkmale

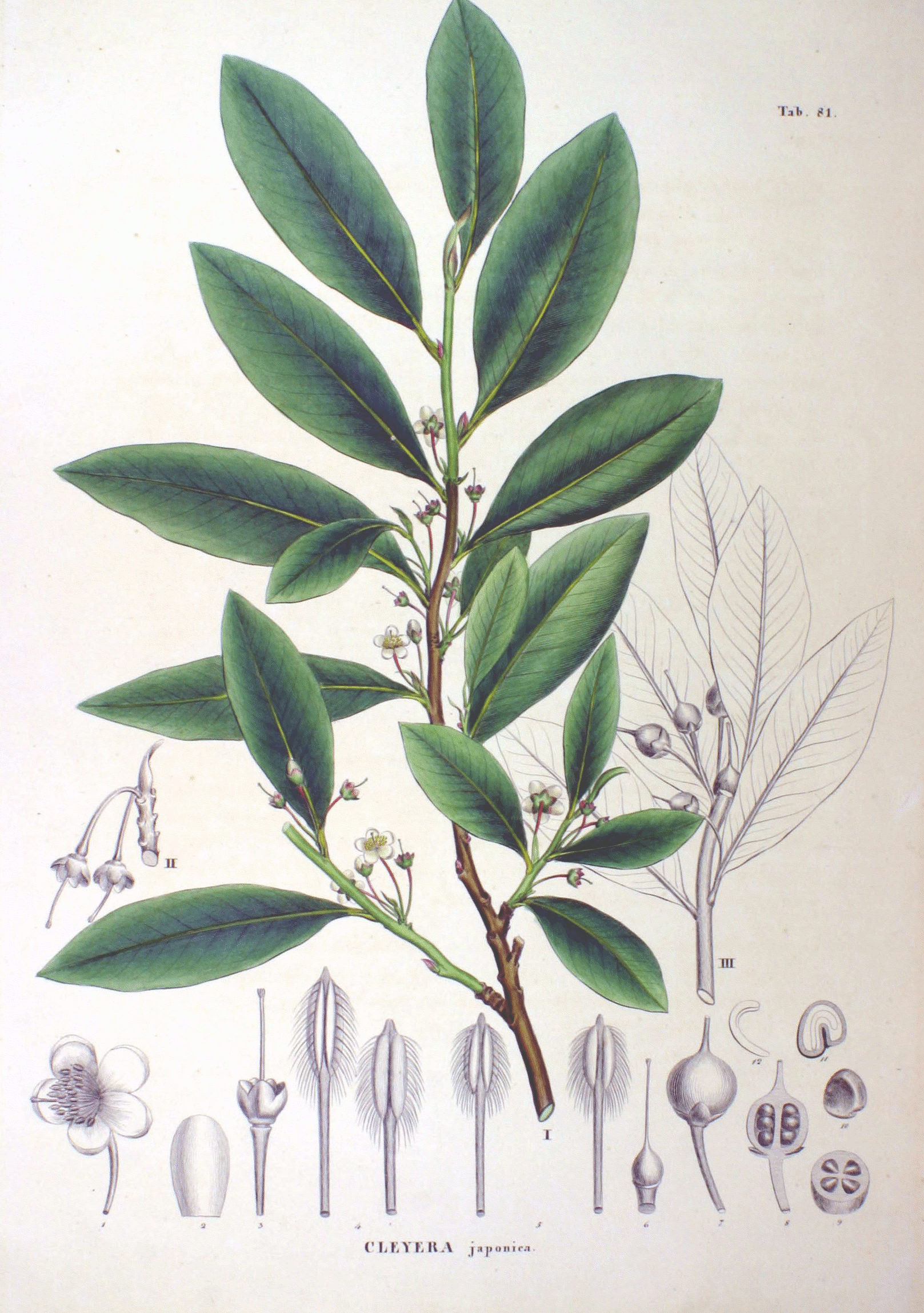
Illustration aus Philipp Franz von Siebold & Joseph Gerhard Zuccarini: Flora Japonica, Sectio Prima (Tafelband) von 1870

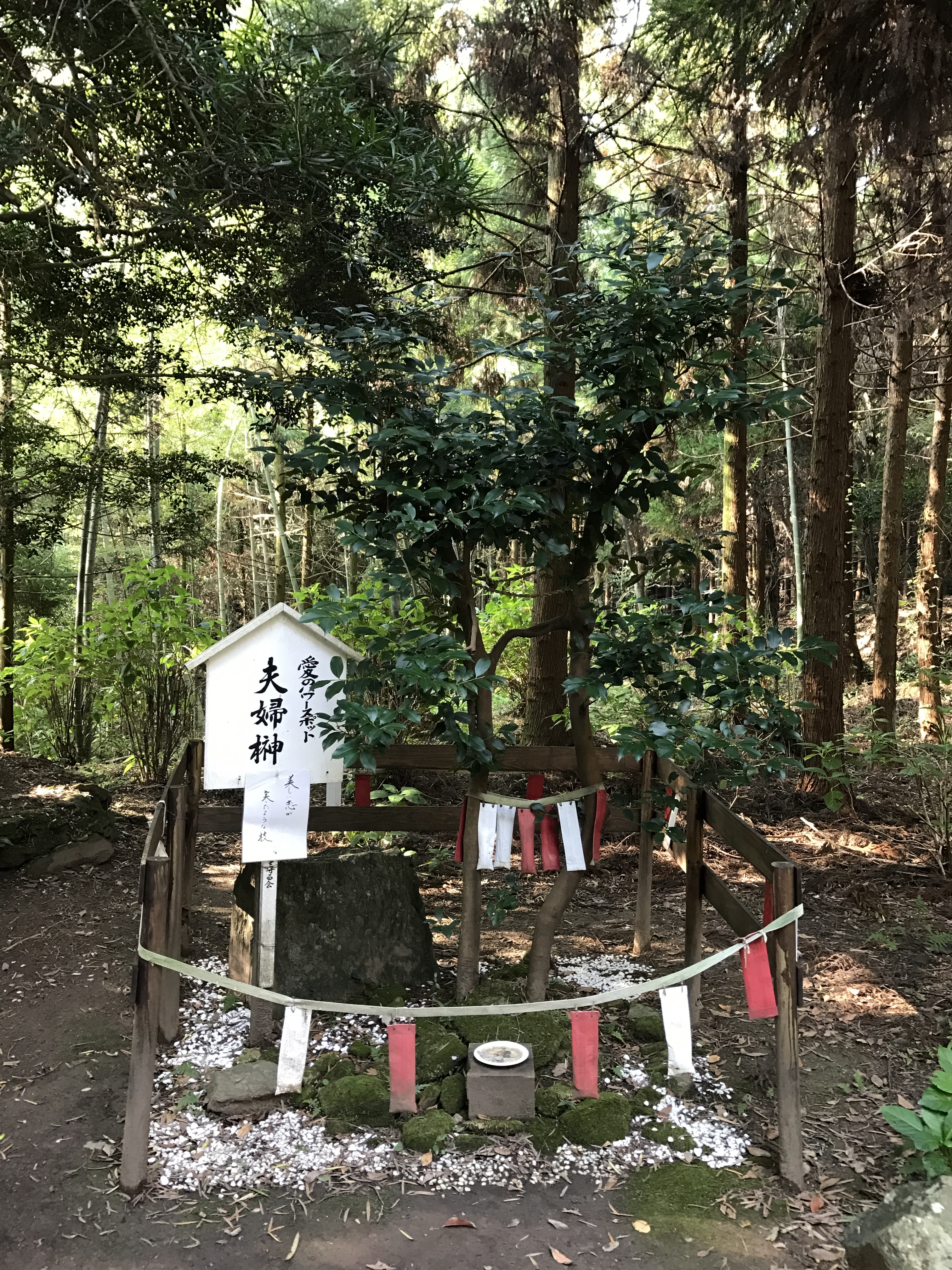
Sakaki (Cleyera japonica)

Der Sperrstrauch wächst als immergrüner Strauch oder Baum und erreicht Wuchshöhen von 2 bis 10 Meter. Der Strauch verbreitet einen intensiven, charakteristischen Geruch. Die jungen Zweige sind stielrund und besitzen anfangs eine gräulich-braune Rinde. Die Äste sind leicht zweigerippt und kahl. Die kahlen Endknospen sind mit einer Länge von 1 bis 1,5 cm lang-konisch.
Die wechselständig an den Zweigen angeordneten Laubblätter sind in Blattstiel und Blattspreite gegliedert. Die kahlen Blattstiele besitzen eine Länge von 7 bis 10 (bis 12) mm. Die einfache, ledrige, kahle Blattspreite ist mit einer Länge von (3,5 bis) meist 5 bis 15 cm und einer Breite von (1,2 bis) meist 2,5 bis 6 cm elliptisch, schmal-elliptisch, länglich, länglich-elliptisch, länglich-lanzettlich, verkehrt-eiförmig oder verkehrt-eiförmig-elliptisch mit glattem Rand. Auf jeder Seite des Hauptader sind sechs bis acht, selten bis zwölf Seitennerven.

### Generative Merkmale
Von Mai bis Juni trägt der Sperrstrauch einzeln oder zu dritt bis selten zu fünft in einer Blattachsel seine Blüten jeweils über einem früh abfallenden Deckblatt und einem 1 bis 3 mm langen, kahlen Blütenstiel.
Die relativ kleinen, zwittrigen Blüten sind radiärsymmetrisch und fünfzählig mit doppelter Blütenhülle. Die fünf freien, mit etwa 2,5 mm × 2,5 mm eiförmigen bis kreisförmigen Kelchblätter besitzen einen bewimperten Rand und ein abgerundetes Ende. Die fünf freien, weißen Kronblätter sind mit einer Länge von etwa 8 mm verkehrt-eiförmig-länglich. Die 25 bis 30 Staubblätter weisen eine Länge von 4 bis 6 mm auf. Die Staubfäden sind kahl. Die mit einer Länge von etwa 1,5 mm mehr oder weniger eiförmigen Staubbeutel besitzen dünne Haare (Trichome). Der kugelige, kahle Fruchtknoten ist zweikammerig mit mehr als zehn Samenanlagen in jeder Kammer. Der etwa 6 mm lange Griffel endet zweilappig.
Von Oktober bis Dezember reifen die mit einem Durchmesser von 8 bis 10 mm kleinen, kugeligen, beerenartigen Früchte, die sich dann purpur-schwarz färben. Die dunkelbraun glänzenden Samen sind abgeflacht und besitzen einen Durchmesser von etwa 2 mm.
Die Chromosomenzahl beträgt 2n = 90.

## Kulturelles und Nutzung
Im Japanischen wird der Strauch Sakaki (サカキ bzw. 榊) genannt. Als heilige Pflanze des Shintō wird er in Japan in Shintō-Schreinen und auf Hausaltären (Kamidana) dargebracht. In den Kamidana wird rechts und links ein Zweig aufgestellt, der zweimal im Monat, am ersten und am fünfzehnten, erneuert wird.
Der Strauch ist in Japans ländlichen Gebieten eine beliebte Gartenpflanze. Er wächst in warmen Regionen südlich des Kantō-Gebietes. Im Kantō-Raum und nördlich davon wird statt des Sakaki der verwandte Hisakaki (Eurya japonica) angepflanzt und für die Shintō-Zeremonien verwendet. Sakaki und Hisakaki lassen sich an der Blattform unterscheiden: Ist das Blatt ungeriffelt, glatt und vollständig grün, handelt es sich um den Sakaki, ist das Blatt klein und gezackt, handelt es sich um den Hisakaki. Um den Sakaki besser zu unterscheiden, wird er auch als „ursprünglicher Sakaki“ (本榊 honsakaki) bezeichnet.
In Mitteleuropa wird der Sperrstrauch als Kübelpflanze verwendet.

## Etymologie
Die ursprüngliche Bedeutung von „Sakaki“ ist „immergrüner Strauch“, und er wurde 繁木 geschrieben. Eine andere Deutung ist, dass sich der Baum an der Grenze (境 sakai) zwischen der Welt der Menschen und der Kami befindet, weswegen der Name auch 境木 geschrieben wurde. Das heutzutage gebräuchliche Schriftzeichen 榊 ist eine Kombination aus Baum (木 ki) und Kami (神).
Der Gattungsname Cleyera ehrt den deutschen Apotheker Andreas Cleyer (1634 – 1697/98), der 1661 in den Dienst der niederländischen Ostindien-Kompanie trat und dabei Pflanzen sammelte.

## Systematik
Die Erstveröffentlichung von Cleyera japonica erfolgte 1783 durch Carl Peter von Thunberg in Nova Genera Plantarum, 3, S. 68–69. Sie gehört nicht mehr zur Familie der Theaceae, sondern zu den Pentaphylacaceae.
Es gibt zwei Varietäten:
- Cleyera japonica Thunb. var. japonica: Sie kommt in Japan, im südlichen Anhui, in Fujian, in Guangdong, im östlichen und nördlichen Guangxi, im südöstlichen Guizhou, in Henan, im westlichen Hubei, in Hunan, im südlichen Jiangsu, in Jiangxi, im östlichen und westlichen Sichuan, in Taiwan und in Zhejiang in Höhenlagen zwischen 200 und 1200 Metern vor.[4]
- Cleyera japonica var. wallichiana (DC.) Sealy: Sie kommt im nördlichen Indien, in Myanmar, Nepal und in China im westlichen Sichuan, im südöstlichen Xizang und im westlichen Yunnan in Höhenlagen zwischen 1600 und 2000 Metern vor.[4]